# Frenetyzm
Frenetyzm – nagromadzenie w utworze elementów budzących grozę. Podkreśla w obrazie świata przedstawionego takie cechy, jak: szaleństwo, gwałtowność, makabra, groza, także ukazuje cechy piekielne. Łączone ze "scenami dantejskimi". Element tzw. obrazowania frenetycznego.